# 3 ringensysteem

Losmaken van het 3-ringensysteem

Het 3-ringensysteem is een onderdeel van een parachute, waarmee de hoofdparachute wordt vastgemaakt aan het tuig dat de parachutist draagt. Het systeem is zo ontworpen dat de hoofdparachute indien dat gewenst is snel kan worden afgekoppeld en de reserveparachute kan worden geopend. 
Het 3-ringensysteem is een van de betrouwbaarste en makkelijkst te gebruiken veiligheidssystemen voor parachutes. 

## Achtergrond
Het systeem is ontworpen door Bill Booth. Het bestaat uit drie metalen ringen, waarvan een bevestigd aan het tuig en twee aan de parachute, die door elkaar heen worden gestoken en bevestigd met een koord. Deze constructie kan het gewicht van de parachutist aan de parachute makkelijk dragen, maar kan door een koord los te maken worden afgekoppeld. 

## Variaties
Er bestaan meerdere variaties op het standaardmodel. Het originele ontwerp stamt uit de late jaren 70 van de 20e eeuw. In de jaren 80 werd er vooral om esthetische redenen een versie met kleinere ringen geïntroduceerd.  
Bij het tandemspringen wordt nog steeds gebruikgemaakt van ringen die groter zijn dan het oorspronkelijke ontwerp.

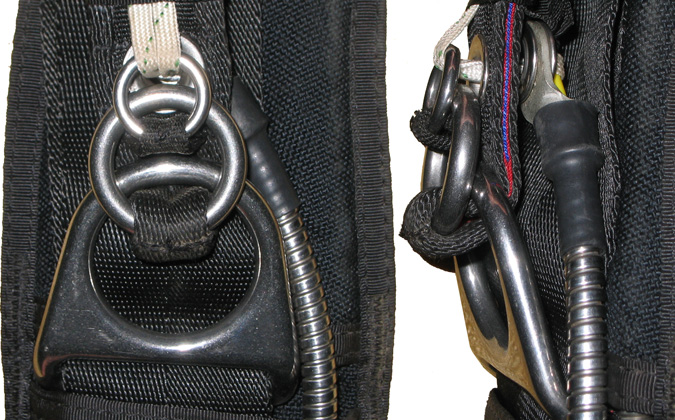
Voor- en zijkant van het 3-ringensysteem